# Strickland (Wisconsin)
Strickland es un pueblo ubicado en el condado de Rusk en el estado estadounidense de Wisconsin. En el Censo de 2010 tenía una población de 280 habitantes y una densidad poblacional de 3,08 personas por km².

## Geografía
Strickland se encuentra ubicado en las coordenadas 45°24′54″N 91°28′59″O / 45.41500, -91.48306. Según la Oficina del Censo de los Estados Unidos, Strickland tiene una superficie total de 90.96 km², de la cual 89.94 km² corresponden a tierra firme y (1.12%) 1.02 km² es agua.

## Demografía
Según el censo de 2010, había 280 personas residiendo en Strickland. La densidad de población era de 3,08 hab./km². De los 280 habitantes, Strickland estaba compuesto por el 97.5% blancos, el 0.36% eran afroamericanos, el 0% eran amerindios, el 0% eran asiáticos, el 0% eran isleños del Pacífico, el 0% eran de otras razas y el 2.14% pertenecían a dos o más razas. Del total de la población el 0% eran hispanos o latinos de cualquier raza.